# Lewis Carroll
Charles Lutwidge Dodgson (/ˈdɒdsən/) (27 tháng 1 năm 1832 – 14 tháng 1 năm 1898), nổi tiếng với bút danh Lewis Carroll (/ˈkærəl/), là một nhà văn, nhà toán học, nhà thần học, nhà logic học kiêm nhà nhiếp ảnh người Anh.
Những tác phẩm nổi tiếng nhất của Carroll là Cuộc phiêu lưu của Alice vào Xứ sở thần tiên và phần tiếp Nhìn qua gương soi cũng như tập thơ "Săn tìm quái vật" và "Jabberwocky", tất cả đều là tác phẩm tưởng tượng.

## Thời niên thiếu

### Xuất thân
Gia đình Dodgson là người miền Bắc Anh, gốc Ái Nhĩ Lan. Bảo thủ và thuộc phe Anh giáo, phần lớn nhà Dodgson đều gia nhập quân đội Hoàng gia hoặc tăng lữ Anh giáo. Ông cố của ông, cũng tên Charles Dodgson, là một ngài giám mục. Ông nội, cũng mang tên Charles, là sĩ quan phục vụ trong Hải quân Hoàng gia Anh, hi sinh năm 1803 khi hai người con trai còn thơ bé. Mẹ của ông là bà Frances Jane Lutwidge.
Người con cả Charles là cha của Lewis. Ông tiếp quản gia sản và tiếp tục theo tín ngưỡng gia đình. Vào học trường Rugby, và sau đó tới Christ Church ở Oxford. Ông tốt nghiệp môn Toán loại Ưu và rất có thể sẽ thành một tài năng lỗi lạc. Nhưng thay vì tiếp tục sự nghiệp, ông cưới cô em họ năm 1827 và trở thành cha xứ.

### Thơ ấu
Dodgson sinh ra ở toà tư dinh cha xứ tại Daresbury, Cheshire, là con thứ ba. Năm 11 tuổi, cha ông được bổ nhiệm đến Croft-on-Tees ở bắc Yorkshire, và cả gia đình cùng đi theo. Nơi đây trở thành nơi cư ngụ của họ trong 25 năm.
Suốt tuổi thơ của mình, cậu bé Dodgson tự học tại nhà. Những cuốn sách cậu đọc trong tủ sách gia đình thể hiện một trí tuệ sớm nảy nở: năm 7 tuổi, đọc Sự kinh lý của Pilgrim. Cậu cũng bị nói lắp như các anh chị em trong gia đình, điều này ảnh hưởng lớn đến cuộc đời và sự nghiệp sau này. Năm 12 tuổi, ông được gửi đến một trường trung học ở Richmond, nơi gắn bó nhiều kỉ niệm hạnh phúc. Nhưng đến năm 1846, Dodgson chuyển tới trường Rugby- thực sự là cơn ác mộng, cậu viết sau khi rời trường:
 Tôi không thể hiểu... rằng điều gì đã xui khiến tôi huỷ hoại ba năm trời ở đây... Thành thực mà nói, nếu tôi có thể... chịu được sự quấy rầy mỗi đêm thì những sóng gió trong cuộc đời chắc cũng chỉ như chuyện vặt.
Dù vậy cậu vẫn tỏ ra vô cùng xuất sắc. "Tôi ít khi thấy những học sinh đầy triển vọng như thế kể từ khi đến Rugby" - lời nhận xét của Thạc sĩ R.B. Mayor.

### Oxford
Ông rời Rugby cuối năm 1849 và đến tháng 1 năm 1851 nhập học tại Oxford, dự ngôi trường mà cha ông đã từng học, Christ Church. Ông mới đến Oxford hai ngày thì nhận được tin mẹ mất ở tuổi 47.
Sự học của ông thường bị xao lãng. Ông không thường chăm chỉ lắm, nhưng vẫn đạt được những thành quả dễ dàng. Năm 1852 ông nhận được văn bằng đầu tiên và được giữ lại trường làm giáo sư đến năm 26 tuổi. Thu nhập khá nhưng công việc lại tẻ nhạt. Nhiều học sinh của ông lớn tuổi và giàu có hơn ông, và phần lớn đều không chăm chú học. Tuy nhiên, Dodgson vẫn ở lại trường trong nhiều chức vụ khác nhau cho đến khi qua đời.

## Cuộc đời

### Ngoại hình
Chàng trai trẻ Charles Dodgson cao hơn 6 feet (1m82), mảnh dẻ và trông khá ưa nhìn, với mái tóc màu hạt dẻ quăn dày và đôi mắt xanh hoặc xám (tuỳ vào độ sáng của ảnh). Về sau ông được miêu tả là không được cân đối lắm và khá bẽn lẽn. Khi còn bé, ông bị điếc một tai sau một cơn sốt. Năm 17 tuổi ông bị ho mãn tính và bệnh kéo dài cho đến suốt cuộc đời.

### Bệnh nói lắp
Bệnh nói lắp là một trong những giai thoại nổi tiếng về Dodgson; có ý kiến cho rằng ông đã dùng chính tật đó của mình khắc họa nhân vật Dodo trong Cuộc phiêu lưu của Alice vào Xứ sở thần tiên.

### Đời tư
Mặc dù gặp vấn đề về nói lắp nhưng điều đó ít ngăn cản Dodgson trong công việc. Ông có thể hát rất du dương và không hề ngại thể hiện điều đó trước khán giả. Ông tỏ ra có năng khiếu bắt chước và kể chuyện, và chơi đố chữ rất cừ khôi.
Dodgson luôn mong muốn được lưu danh tên tuổi như một nhà văn hay một nghệ sĩ. Ông gặp John Ruskin năm 1857 và hai người trở thành bạn bè. Ông cũng chơi thân với Dante Gabriel Rossetti và gia đình ông ta, quen với William Holman Hunt, John Everett Millais, và Arthur Hughes. Ông có quen biết George MacDonald — những đứa trẻ nhà McDonald say mê đọc Alice và khuyên ông xuất bản cuốn sách.

### Văn nghiệp
Hồi trẻ, Dodgson đã viết thơ và truyện ngắn, đóng góp nhiều cho tạp chí gia đình Mischmasch và sau đó gửi chúng cho nhiều nhà xuất bản khác, thu được một số thành công. Từ năm 1854 đến năm 1856, ông có việc làm trong nhà xuất bản Quốc gia, The Comic Times và The Train, cũng như vài tạp chí nhỏ khác như Whitby Gazette và Oxford Critic. Phần lớn là truyện cười, thỉnh thoảng châm biếm.
Năm 1856 ông đăng một bài thơ lãng mạn tên "Solitude" trên The Train dưới bút danh nổi tiếng Lewis Carroll. Bút danh này là một phép chơi chữ của tên ông; Lewis là dạng tiếng Anh của Ludovicus- dạng La tinh của Lutwidge, và Carroll là dạng tiếng Anh của Carolus- dạng La tinh của Charles.

#### Cuộc phiêu lưu của Alice vào xứ sở thần tiên

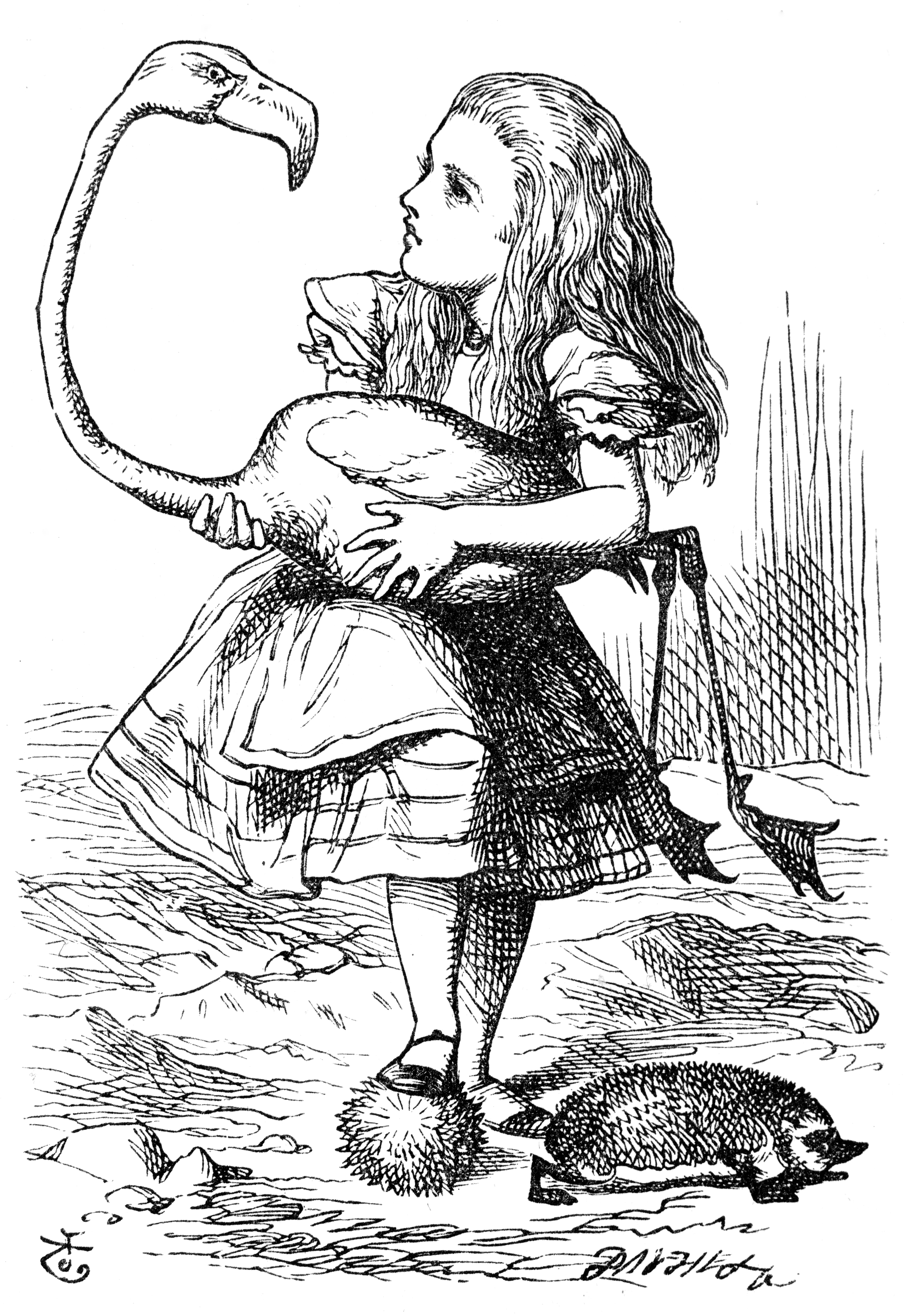
Alice xoay xở điều khiển con hồng hạc

#### Săn tìm quái vật
Năm 1876, Dodgson xuất bản tập thơ Săn tìm quái vật, nói về cuộc phiêu lưu của một nhóm thủy thủ kì quặc và một con hải li đi săn tìm sinh vật lạ.

### Những năm về sau và cái chết
Cuộc đời Dodgeson không có nhiều thay đổi trong 20 năm cuối của đời ông, ngoại trừ việc ông trở nên giàu có và nổi tiếng hơn. Ông tiếp tục dạy học ở Christ Church và tiếp tục ở lại đó cho đến cuối đời. Có vài lần ông xuất hiện với công chúng như tham gia vào buổi diễn nhạc kịch "Alice ở xứ sở thần tiên"  tại nhà hát ở West End vào ngày 30 tháng 12 năm 1886. Hai tập của tiểu thuyết của của ông, Sylvie và Bruno, được xuất bản vào năm 1889 và 1893, tuy nhiên không nhận được nhiều thành công như tập Alice, mà còn vấp phải những phản hồi tiêu cực từ độc giả đương thời với lượng sách bán ra chỉ khoảng 13 000 bản.
Lần duy nhất mà ông ra nước ngoài được biết đến là chuyến đi đến Nga năm 1867 dưới danh nghĩa là giáo sĩ, cùng với mục sư Henry Liddon. Chuyến đi này được ông kể lại trong tập Nhật ký Nga, được xuất bản lần đầu năm 1935.
Dodgeson mất vào ngày 14 tháng Giêng năm 1898 tại nhà chị gái ông, "The Chestnuts" ở Guildford, một thị trấn hạt của Surray, bởi chứng viêm phổi sau cúm, chỉ 2 tuần trước lần sinh nhật thứ 66 của ông. Đám tang của ông được tổ chức ở nhà thờ Thánh Mary. Thi thể ông được chôn ở nghĩa trang Guildford.
Ông được tưởng niệm tại nhà thờ các Thánh, Daresbury, trong các ô cửa kính màu để thể hiện màu nền sặc sỡ của Alice ở xứ sở thần tiên.

## Những tranh cãi và bí ẩn

### Sở thích tình dục
Nhiều nhà nghiên cứu tiểu sử cuối thể kỉ 20 cho biết rằng có thể sự hứng thú của Dodgeson đối với trẻ em có thể mang yếu tố tình dục, trong đấy có Morton N. Cohen trong cuốn  Tiểu sử về Lewis Caroll của ông năm 1995, và Donald Thomas với cuốn Chân dung về Lewis Caroll xuất bản cùng năm, và nhiều học giả khác. Cohen, thực tế còn nghĩ rằng Dodgeson thấy chán ngán nên "năng lượng tình dục của ông đã tìm kiếm những vui thú độc đáo hơn" và viết thêm:

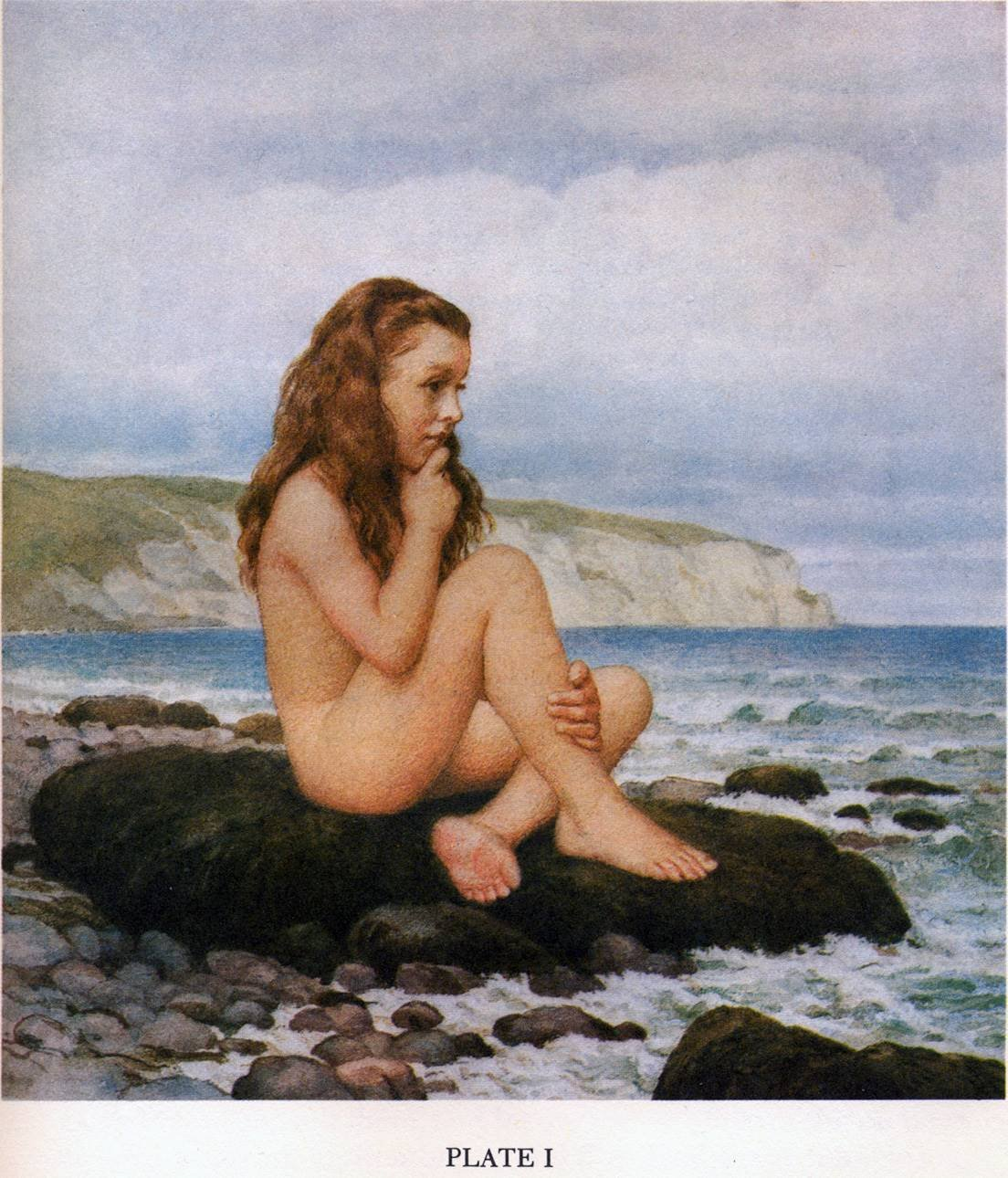
Bức vẽ khỏa thân Beatrice Hatch bởi Lewis Caroll

Chúng ta không thể hiểu được mức độ thôi thúc tình dục của Charles đằng sau sở thích vẽ tranh họa và chụp anh trẻ em đang khỏa thân. Ông ta cho rằng sở thích ấy hoàn toàn chỉ là thẩm mỹ. Nhưng niềm         gắn bó của ông ta với trẻ em, cũng như sự khắt khe về thẩm mỹ đối với ngoại hình của những đứa trẻ, khó có thể cho rằng lời khẳng đinh của ông về sở thích thẩm mỹ kia là đúng. Có lẽ ông ta cảm thấy nhiều hơn những gì đã thừa nhận, thậm chí là cả với bản thân.

.

## Sự nghiệp
- Tản văn
- Cuộc phiêu lưu của Alice vào xứ sở thần tiên
- Phương pháp định thức cơ bản, và ứng dụng vào giải phương trình tuyến tính và phương trình Đại số
- Hình học Euclid và hình học phi Euclid hiện đại  (1879)
- Thực tế
- Anh ta nghĩ mình đã thấy một con voi
- Phantasmagoria  - tập thơ
- Vấn đề ổ lót trục
- Sylvie và Bruno
- Đoạn kết Sylvie và Bruno
- Logic ký hiệu phần I
- Logic ký hiệu phần II
- Đố vui Logic
- Săn tìm quái vật
- Ba buổi hoàng hôn và những bài thơ
- Nhìn qua gương soi, và Alice tìm thấy gì ? (gồm cả Jabberwocky)
- Điều con rùa nói với Achilles